# 윤성훈 (야구인)
윤성훈(尹聖訓, 1966년 6월 4일 ~ )은 전 KBO 리그 야구 선수의 외야수이다. 은퇴 후 청원고 감독이다.

## 학력
- 1982 ~ 1985 : 덕수상업고등학교 (現 덕수고등학교 )
- 1985 ~ 1988 : 동국대학교 (1985학번)

2017	고교 주말리그 후반기 서울권A	감독상